# Heroldsbaai
Heroldsbaai is een dorp in de Zuid-Afrikaanse provincie West-Kaap. Heroldsbaai behoort tot de gemeente George dat onderdeel van het district Tuinroute is.